# Ottavia Penna Buscemi
Ottavia Penna coniugata Buscemi (Caltagirone, 12 aprile 1907 – Caltagirone, 2 dicembre 1986) è stata una politica italiana e una delle 21 donne elette all'Assemblea costituente italiana.
È inoltre ricordata per essere stata la prima donna candidata alla presidenza della Repubblica.

## Biografia
Figlia di Francesco Penna, barone di Portosalvo, e di Ines Crescimanno Maggiore, duchessa di Albafiorita, trascorse la sua giovinezza a Caltagirone per poi trasferirsi in Toscana e a Roma al fine di completare gli studi universitari. Subito dopo sposò il medico Filippo Buscemi Galasso.
Nel 1946 fu eletta nella lista del Fronte dell'Uomo Qualunque, all'Assemblea Costituente nella circoscrizione di Catania. Insieme ad altre 20 donne che presero parte all'Assemblea Costituente nel giugno 1946, unica donna del movimento.
Il 28 giugno dello stesso anno, Ottavia Penna Buscemi venne candidata dal suo partito alla poltrona di Capo provvisorio dello Stato: era la prima donna ad essere proposta per la più alta carica istituzionale e nel fare il suo nome Guglielmo Giannini, segretario dell'Uomo Qualunque, la definì «una donna colta, intelligente, una sposa, una madre». Ottenne i 32 voti del suo partito, contro i 396 di Enrico De Nicola, che risultò eletto, e i 42 del repubblicano Cipriano Facchinetti.
Dal 19 al 24 luglio 1946 fu tra i 75 componenti della Commissione per la Costituzione, insieme a Nilde Iotti, Teresa Noce, Lina Merlin e Maria Federici, per la stesura della costituzione.
Il 15 novembre 1947 lasciò il Fronte dell'Uomo Qualunque, insieme ad altri parlamentari del movimento per formare il gruppo dell'Unione Nazionale e vi rimase fino alla conclusione dei lavori dell'Assemblea Costituente il 31 gennaio 1948
.
Nel 1953, infine, si presentò con successo alle elezioni amministrative della sua città tra le file del Partito Nazionale Monarchico divenendo consigliere comunale, fino al 1958. Ritiratasi dalla scena politica, trascorse gli ultimi anni nella città natale dove si spense nel 1986.